# Liste der Biografien/Langl
Liste der Biografien |
Portal Biografien |
Personensuche
# |
A |
B |
C |
D |
E |
F |
G |
H |
I |
J |
K |
L |
M |
N |
O |
P |
Q |
R |
S |
T |
U |
V |
W |
X |
Y |
Z |
?
 
La |
Lb |
Lc |
Le |
Lg |
Lh |
Li |
Lj |
Ll |
Lm |
Lo |
Lp |
Lt |
Lu |
Lv |
Lw |
Lx |
Ly |
Lz
 
Laa |
Lab |
Lac |
Lad |
Lae–Lah |
Lai |
Laj |
Lak |
Lal |
Lam |
Lan |
Lao |
Lap |
Laq |
Lar |
Las |
Lat |
Lau |
Lav |
Law |
Lax |
Lay |
Laz
 
Lana |
Lanc |
Land |
Lane |
Lanf |
Lang |
Lanh |
Lani |
Lanj |
Lank |
Lanl |
Lanm |
Lann |
Lano |
Lanp |
Lanq |
Lanr |
Lans |
Lant |
Lanu |
Lanv |
Lanw |
Lanx |
Lany |
Lanz
 
Langa |
Langb |
Langd |
Lange |
Langf |
Langg |
Langh |
Langi |
Langj |
Langk |
Langl |
Langm |
Langn |
Lango |
Langr |
Langs |
Langt |
Langu |
Langv |
Langw 
Die Liste der Biografien führt alle Personen auf, die in der deutschsprachigen Wikipedia einen Artikel haben. Dieses ist eine Teilliste mit 88 Einträgen von Personen, deren Namen mit den Buchstaben „Langl“ beginnt.

## Langl
- Langl, Andreas (* 1966), österreichischer Radrennfahrer
- Langl, Josef (1843–1916), österreichischer Maler

### Langla
- Langlacé, Chantal (* 1955), französische Langstreckenläuferin
- Langlade, Colette (* 1956), französische Politikerin, Mitglied der Nationalversammlung
- Langlade, François (1647–1702), französischer römisch-katholischer Priester
- Langlais, Catherine (* 1955), französische Ingenieurin und Chemikerin
- Langlais, Cindy (* 2009), französische Tennisspielerin
- Langlais, Henri (1911–1994), französischer Botschafter
- Langlais, Jean (1907–1991), französischer Komponist und Organist
- Langlais, Pierre (1909–1986), französischer GeneralPierre Langlais (1909–1986)

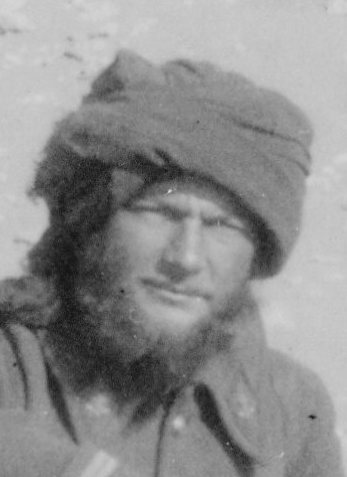
Pierre Langlais (1909–1986)

- Langland, Hailey (* 2000), US-amerikanische Snowboarderin
- Langland, William († 1387), englischer Dichter
- Langlands, Anders, Spezialeffektkünstler
- Langlands, Robert (* 1936), kanadischer Mathematiker

### Langle
- Längle, Alexander (1865–1945), österreichischer Politiker (CSP), Landtagsabgeordneter zum Vorarlberger Landtag
- Längle, Alfons (1912–2005), österreichischer Politiker (ÖVP), Landtagsabgeordneter zum Vorarlberger Landtag
- Längle, Alfred (1948–2016), österreichischer Diplomat
- Längle, Alfried (* 1951), österreichischer Arzt
- Längle, Christoph (* 1979), österreichischer Politiker (FPÖ), Mitglied des Bundesrates
- Langlé, Honoré (1741–1807), monegassischer Komponist und Professor
- Längle, Ulrike (* 1953), österreichische Literaturwissenschaftlerin und Schriftstellerin
- Langleist, Walter Adolf (1893–1946), deutscher Kommandant von KZ-Nebenlagern bei Kaufering und Mühldorf, als Kriegsverbrecher hingerichtet
- Längler, Alfred (* 1961), deutscher Arzt für Kinder-Onkologie
- Langlet, Amanda (* 1967), französische Schauspielerin
- Langlet, Emil Victor (1824–1898), schwedischer Architekt
- Langlet, Joachim-Friedrich (1906–1979), deutscher Schafzüchter und Hochschullehrer
- Langlet, Mathilda (1832–1904), schwedische Schriftstellerin und Übersetzerin
- Langley, Alexandra (* 1991), englische Badmintonspielerin
- Langley, Ann, kanadische Organisationsforscherin
- Langley, Archie (1905–1963), britischer Autorennfahrer
- Langley, Beatrice (1872–1958), englische Geigerin
- Langley, Bruce (* 1992), britischer Schauspieler
- Langley, Donna (* 1968), britische Managerin
- Langley, Edward Mann (1851–1933), britischer Mathematiker und Schullehrer
- Langley, Ella (* 1999), US-amerikanische CountrysängerinElla Langley (* 1999)

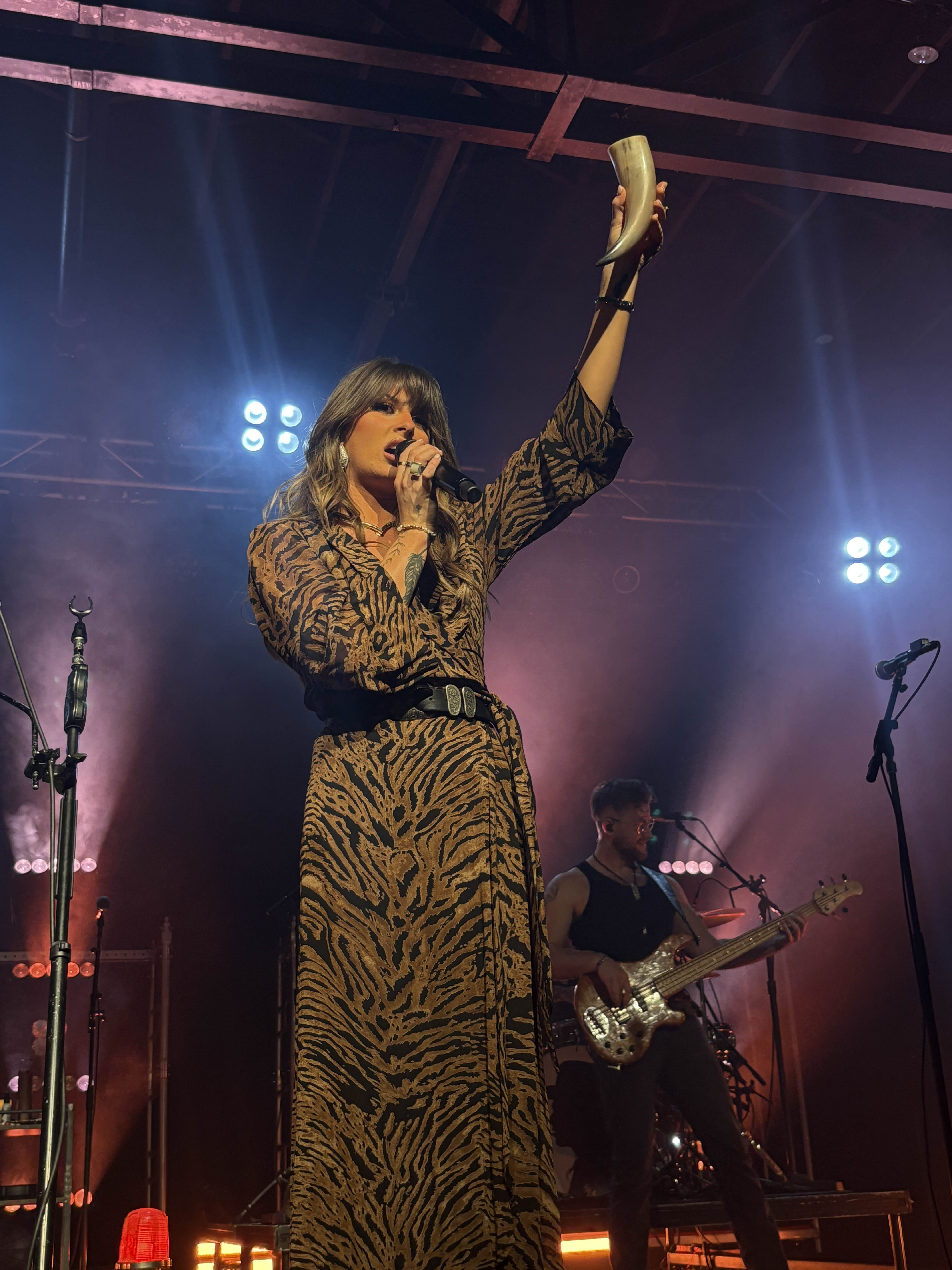
Ella Langley (* 1999)

- Langley, Elmo (1928–1996), US-amerikanischer NASCAR-Rennfahrer, -Teambesitzer und -Offizieller
- Langley, Eve (1904–1974), australische Schriftstellerin
- Langley, Francis (1548–1602), englischer Theaterdirektor
- Langley, Geoffrey de (1223–1274), englischer Vogt
- Langley, Geoffrey of (1243–1307), englischer Diplomat
- Langley, Gil (1919–2001), australischer Australian-Football- und Cricketspieler, Politiker, Sprecher des South Australian House of Assembly
- Langley, J. Ayo (1943–2007), gambischer Geschichts- und Politikwissenschaftler, Beamter, Autor und Diplomat
- Langley, Jill (* 1937), australische Tennisspielerin
- Langley, Jimmy (1929–2007), englischer Fußballspieler
- Langley, John (1896–1967), US-amerikanischer Eishockeyspieler
- Langley, John (1943–2021), US-amerikanischer Drehbuchautor, Film- und Fernsehregisseur sowie Film- und Fernsehproduzent
- Langley, John Newport (1852–1925), britischer Physiologe
- Langley, John W. (1868–1932), US-amerikanischer Politiker
- Langley, Katherine G. (1888–1948), US-amerikanische Politikerin
- Langley, Kevin (* 1964), englischer Fußballspieler
- Langley, Lee (* 1932), britische Romanautorin
- Langley, Michael E., US-amerikanischer GeneralMichael E. Langley

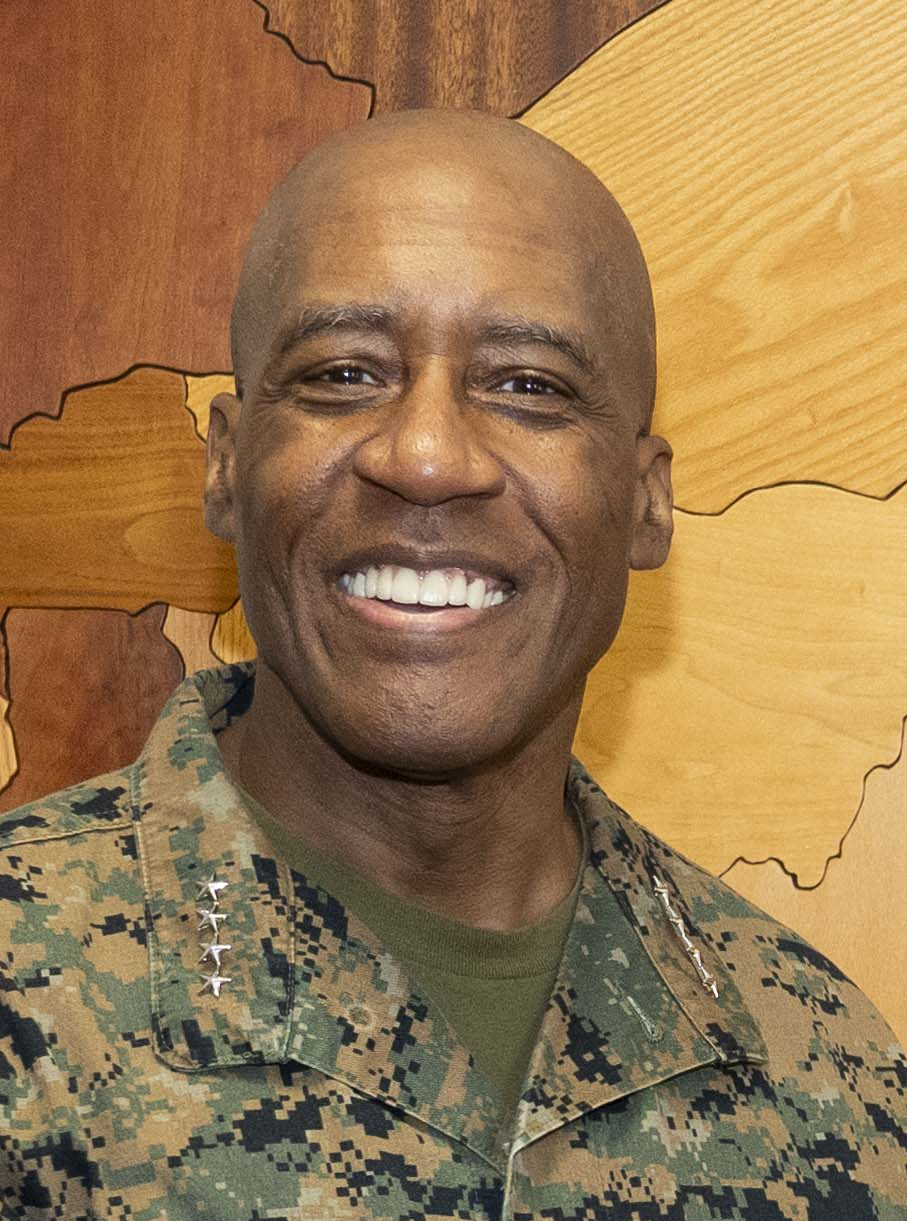
Michael E. Langley

- Langley, Nicolette (* 1997), US-amerikanische Schauspielerin und Synchronsprecherin
- Langley, Noel (1911–1980), US-amerikanischer Schriftsteller, Drehbuchautor, Regisseur und Produzent
- Langley, Philippa (* 1962), britische Historikerin und AutorinPhilippa Langley (* 1962)

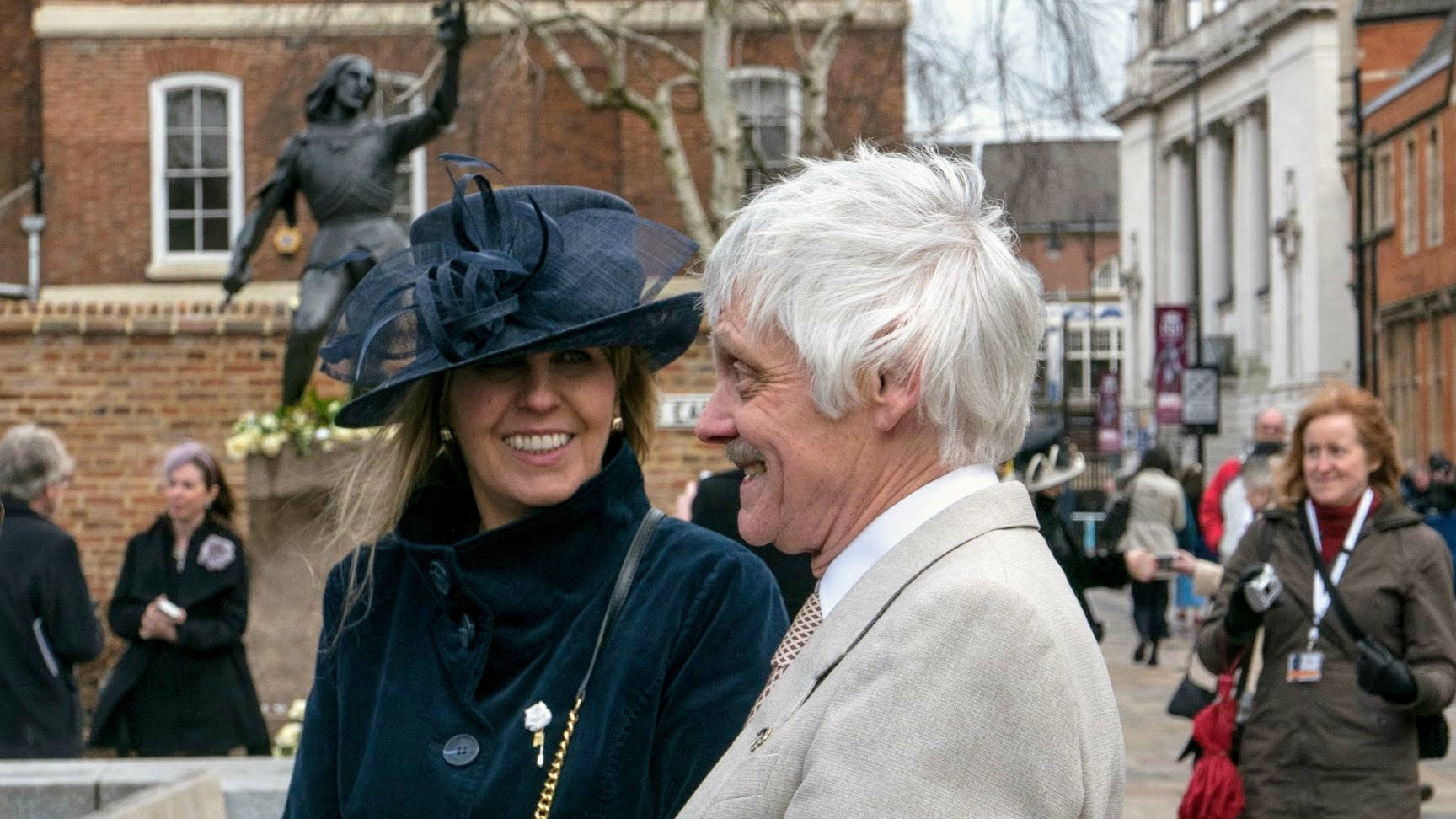
Philippa Langley (* 1962)

- Langley, Samuel Pierpont (1834–1906), US-amerikanischer Astrophysiker und Flugpionier
- Langley, Tommy (* 1958), englischer Fußballspieler
- Langley, Walter (1852–1922), englischer Maler des Spätimpressionismus

### Langli
- Langli, Terje (* 1965), norwegischer Skilangläufer
- Langlie, Arthur B. (1900–1966), US-amerikanischer Politiker
- Langlitz, Alexander (* 1991), deutscher Fußballspieler

### Langlo
- Langlois van Ophem, Gérard (* 1940), belgischer Rennfahrer
- Langlois, Albert (1934–2020), kanadischer Eishockeyspieler
- Langlois, Bruno (* 1979), kanadischer Straßenradrennfahrer
- Langlois, Catherine, US-amerikanische Wirtschaftswissenschaftlerin und Spieltheortikerin
- Langlois, Chibly (* 1958), haitianischer Geistlicher, Bischof von Les Cayes und Kardinal
- Langlois, Claude (1955–2025), kanadischer Radrennfahrer
- Langlois, Denis (* 1968), französischer Leichtathlet
- Langlois, Ernest (1857–1924), französischer Romanist und Mediävist
- Langlois, Eustache-Hyacinthe (1777–1837), französischer Maler, Zeichner und Autor
- Langlois, Henri (1914–1977), französischer Filmarchivar
- Langlois, Hippolyte (1839–1912), französischer General, Senator und Mitglied der Académie française
- Langlois, Jean-Charles (1789–1870), französischer Offizier, Schlachtenmaler und Fotograf
- Langlois, Jérôme-Martin (1779–1838), französischer Maler
- Langlois, Lisa (* 1959), kanadische Schauspielerin
- Langlois, Lloyd (* 1962), kanadischer Freestyle-Skisportler
- Langlois, Louis (1872–1938), französischer Militär, Archäologe und Forschungsreisender
- Langlois, Pierre (1925–1972), französischer Boxer
- Langlois, Ted (* 1968), US-amerikanischer Skispringer
- Langlois, Thomas H. (1898–1968), US-amerikanischer Ökologe und Biologe
- Langlois, Ubald (1887–1953), kanadischer Ordensgeistlicher, römisch-katholischer Apostolischer Vikar von Grouard
- Langlois, Victor (1829–1869), französischer Orientalist
- Langlois, Yves (* 1945), französischer Filmeditor
- Langlotz, Erich (1893–1943), deutscher Kryptologe
- Langlotz, Ernst (1895–1978), deutscher Klassischer Archäologe
- Langlotz, Ernst (1920–1992), deutscher Fußballspieler
- Langlotz, Franz (1876–1953), deutscher Kunstsammler
- Langlotz, Hermann (1895–1964), deutscher Politiker (SPD), MdL Rheinland-Pfalz